# Grace (Farpoint)
Grace is het tweede muziekalbum van de Amerikaanse band Farpoint.

## Musici
- Mike Avins – gitaar
- Clark Boone – zang, gitaar
- Kevin Jarvis – gitaar, toetsen, basgitaar, zang
- Dana Oxendine – zang, dwarsfluit, toetsen
- Jonathan Rodriguez – slagwerk
- Frank Tyson – basgitaar, gitaar, zang
- met Rick Walker spreekstem op (1), (6) en (11) en Buddy Hare zang op (10).

## Composities
1. Into the night (Jarvis, Chris LeTempi, Walker)(5:56)
2. Dawn (Jarvis, Johann Sebastian Bach))(6:24)
3. Ghost (Boone,Tyson,Harre)(6:39)
4. H2Origins (Jarvis, Walker)(7:44)
5. Yesterday (Jarvis, LeTempi,Walker)(5:44)
6. Grace (Jarvis,Walker) (7:00)
7. Sunset (Jarvis)(5:34)
8. Nevermore (Boone,Jarvis)(4:51)
9. Falling down (Jarvis,Oxendine)(4:38)
10. Over again (Boone,Harre)(5:45)
11. Into the light II (Jarvis, Oxendine,Vicky Ramirez)(4:03)